# Luis María Martínez (poeta)
Luis María Martínez (Asunción, Paraguay, 21 de junio de 1933 - ibidem, 12 de enero de 2023) fue un poeta, ensayista y periodista paraguayo. Escribió una extensa y destacable obra literaria que se compone de varios poemarios, ensayos, antologías, críticas literarias, crónicas, entre otros géneros. Además fue director de los periódicos comunistas Patria Nueva y Adelante! También fue presidente de la Sociedad de Escritores del Paraguay (SEP) entre 1990 y 1991 y director de la publicación cultural Estudios entre 1986 y 1990.

## Reseña biográfica
Luis María Martínez, nacido en Paraguay, fue un destacado poeta, ensayista y periodista. Dirigió el periódico comunista Patria Nueva y trabajó como redactor en Adelante!
Fue presidente de la Sociedad de Escritores del Paraguay (SEP) de 1990 a 1991 y director de la Revista «Estudios» entre 1986 y 1990. Tuvo una extensa trayectoria intelectual, varias veces galardonado con premios literarios, publicó más de treinta de libros, de los que se destacan, por ejemplo, los poemarios Armadura fluvial (1961), Ráfagas de la tierra (1962), Desde abajo es el viento (1970), Clarea el firmamento (1975), Perpetuamente alondra (1982), Ya no demora el fuego (1986) y una muy valiosa recopilación antológica, en dos tomos, de la poesía social paraguaya: El trino soterrado, volúmenes I (1985) y II (1986).
Fue militante del Partido Comunista Paraguayo, desde donde ejerció la dirección editorial de los periódicos Patria Nueva y Adelante!, en épocas de lucha clandestina durante las dictaduras fascistas de Paraguay. Al respecto, rescata el poeta Ricardo de la Vega en el 2012:
La cárcel y el silencio serán duros enemigos de Santiago Dimas Aranda, sin embargo él encuentra en la paz de su íntegro carácter la manera de enfrentar los tiempos de ignominia. Hombre de trato afable y persuasivo, pretende encontrar en el Paraguay su rumbo. Pero sabe que el destino de un poeta de ideas liberadoras es siempre el riesgo. Y lo enfrenta con una mezcla de hierro y luz. Poeta premiado en numerosos concursos literarios, recibe el saludo de sus pares y el silencio de la burguesía que controla los hilos del poder cultural. Poeta torturado bárbaramente por los esbirros de la dictadura que hasta hoy se pasean impunemente por la Asunción mediterránea, supo decir Su Palabra. Poeta marginado pero nunca olvidado, las generaciones de escritores jóvenes le rindieron homenaje publicando Fragancia de raíces en los años ochenta.

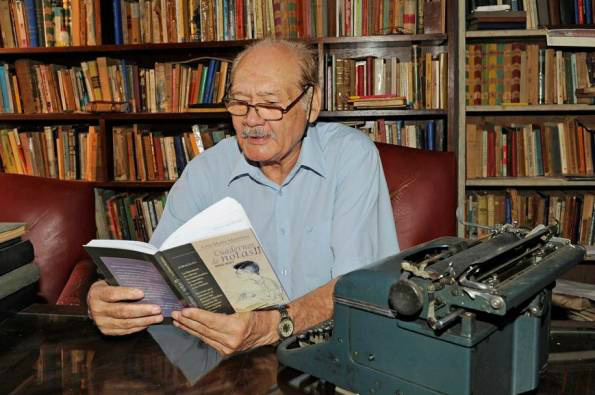
Luis María Martínez en su biblioteca, circa 2013

El caso de don Luis María Martínez es algo similar. Pero en él se da algo que hasta hoy es un milagro: desde su más tierna juventud, desde la clandestinidad colaboró en «Adelante», periódico de su partido -que se encontraba fuera del orden establecido-; con el paso del tiempo y la muerte, encarcelamiento o el exilio de los sucesivos directores de ese órgano de resistencia, le toca ejercer la dirección del mismo. Qué de proezas vivió al frente de ese condenado periódico, porque «Adelante» nunca dejó de publicarse. Escondido en pensiones, en el fondo de casas de familias, en las oficinas de sindicatos amigos, el mimeógrafo en el que se imprimía nunca fue detectado por la policía de Stroessner. Y el que ponía el pecho en la dirección era don Luis María Martínez. Y, paralelamente a esa lucha por sus ideales, ¡nunca dejó de escribir ni un solo día! El compromiso con su tiempo era la guía que lo empujaba al compromiso con la Literatura, y la prueba de ello es, entre muchísimos libros publicados, un estupendo Cuaderno de Notas que nos relata con detalles cotidianos, la vida cultural y política de aquellos años.
Dos hombres magníficos como para creer en la especie humana…
En las propias palabras del Luis María Martínez se puede encontrar la intención de su obra, de eminente carácter social: 
Mi literatura, fue y es, de contenido social, al ser fiel a lo vivido y al tratar de comprender lo que la gente vive, padece y sueña. Al considerarme, por lo demás, un hijo del pueblo, no podría poner mi pluma sino a su servicio.
La literatura de Martínez puede entenderse como un proceso, como un medio, como un fenómeno de carácter colectivo, dado que sus ingredientes son extraídos del mundo exterior, y el creador es un ser social, ligado a un contexto histórico que lo construye y que refiere en su obra. 

## Distinciones
- Primer Premio del Concurso de Poesía del PEN Club del Paraguay (1980)[4]

- Premio Municipal de Literatura de la Municipalidad de Asunción (2012)[5]

- Orden Nacional al Mérito Comuneros (2019)[6]

## Algunas obras notables
- Armadura fluvial (1961)

- Ráfagas de la tierra (1962)

- Desde abajo es el viento (1970)
- Clarea el firmamento (1975)
- Perpetuamente alondra (1982)
- Ya no demora el fuego (1986)
- El trino soterrado, volúmenes I (1985) y II (1986).